# 충의공로
충의공로(Chunguigong-ro)는 전라남도 순천시 승주읍 서평리 승주초등학교와 서면 대구리 대구1구 교차로를 잇는 전라남도의 도로이다.
2017년 11월 20일에 개통된 승주우회도로의 일부 구간이다.

## 연혁
- 2017년 8월 16일 : 충의공로로 명명
- 2017년 11월 20일 : 승주우회도로(순천시 승주읍 신전리 ~ 서면 학구리) 10.72km 구간 확장 개통, 기존 순천시 승주읍 신전리 ~ 봉덕리 1.25km 구간과 순천시 승주읍 서평리 ~ 서면 대구리 6.72km 구간 폐지[1]

## 주요 경유지
전라남도
- 순천시 (승주읍 · 서면)

## 노선
전 구간 국도 제22호선에 속하므로 이 노선에 대한 별도 표기는 생략한다.
| 이름                | 접속 노선                   | 소재지        | 소재지        | 비고          |
| 승주로와 직결       | 승주로와 직결               | 승주로와 직결 | 승주로와 직결 | 승주로와 직결 |
| ------------------- | --------------------------- | ------------- | ------------- | ------------- |
| 승주초등학교        | 승주로                      | 순천시        | 승주읍        |               |
| 사현 교차로         | 사현길                      | 순천시        | 승주읍        |               |
| 서평 교차로         | 지방도 제857호선 (선암사길) | 순천시        | 승주읍        |               |
| 서정 교차로         | 승주로 서정남길             | 순천시        | 승주읍        |               |
| 원보교              |                             | 순천시        | 승주읍        |               |
| 서평터널            |                             | 순천시        | 승주읍        | 연장 398m     |
| 용암교 월계교       |                             | 순천시        | 승주읍        |               |
| 월계 교차로         | 승주로                      | 순천시        | 승주읍        |               |
| 수릿재터널          |                             | 순천시        | 승주읍        | 연장 922m     |
| 수릿재터널          | 서면                        | 순천시        |               | 연장 922m     |
| 대구2구 교차로      | 대구2구길                   | 순천시        |               |               |
| 대구2구교 대구1구교 |                             | 순천시        |               |               |
| 대구1구 교차로      | 승주로                      | 순천시        |               |               |
| 승주로와 직결       |                             |               |               |               |

## 같이 보기
- 승주로
- 봉덕로